# جین آرمیتاژ
جین مارگارت آرمیتاژ (به انگلیسی: Jane Margaret Armitage) OBE FRCP FFPH استاد کارآزمایی‌های بالینی و اپیدمیولوژی در واحد خدمات کارآزمایی بالینی در دانشگاه آکسفورد است. او روی اپیدمیولوژی بیماری‌های قلبی عروقی کار می‌کند و کارآزمایی‌های تصادفی کنترل‌شده در مقیاس بزرگ را رهبری کرده‌است.

## سنین جوانی و تحصیل
آرمیتاژ در سال ۱۹۷۹ مدرک پزشکی خود را دریافت داشت. او در پزشکی ریه، پیراپزشکی و دیابت کار می‌کرد.

## تحقیق و شغل
آرمیتاژ در سال ۱۹۹۰ به واحد خدمات کارآزمایی بالینی پیوست. او در مدیر آموزش و توسعه شغلی و همچنین رهبری واحد تحقیقات سلامت جمعیت شورای تحقیقات پزشکی خدمت کرده‌است. هرچند وی بیشتر به دلیل کارش در خصوص ایمنی استاتین‌ها شناخته شده‌است.
آرمیتاژ در سال ۱۹۹۹ رهبری شورای تحقیقات پزشکی و مطالعه حفاظت از قلب بنیاد قلب بریتانیا را به عهده داشت که شامل ۲۰۰۰۰ مشارکت کننده بود. این تحقیق بزرگ‌ترین مطالعه در مورد استفاده از استاتین‌ها برای پیشگیری از بیماری‌های قلبی-عروقی بوده‌است. وی همچنین سرپرست مطالعه اثربخشی کاهش بیشتر کلسترول و هموسیستئین (SEARCH) و مطالعه محافظت از قلب 2 (HPS2) درمان HDL جهت کاهش بروز حوادث عروقی (THRIVE) بود. او نشان داد که استاتین‌ها برای بیماران مبتلا به روماتیسم مفصلی نیز بی خطر هستند.
آرمیتاژ محقق ارشد مطالعه تأثیر آسپرین ASCEND در بیماری قلبی عروقی روی ۱۵۴۸۰ بیمار مبتلا به دیابت بود. ASCEND بزرگ‌ترین مطالعه‌ای است که تاکنون برای بررسی اینکه آیا آسپرین باید برای پیشگیری از بیماری‌های قلبی عروقی در بیماران دیابتی استفاده شود یا خیر انجام شده‌است. این کارآزمایی نشان داد که مصرف آسپرین خطر حوادث قلبی عروقی را تا ۱۲ درصد کاهش می‌دهد، اما خطر خونریزی شدید را افزایش می‌دهد. به عنوان مطالعه مکمل ASCEND، آرمیتاژ توسط مؤسسه تحقیقات آلزایمر انگلستان برای مطالعه تأثیر آسپرین و روغن ماهی بر حافظه و تأثیر آن در بیماران مبتلا به دیابت و بیماری آلزایمر حمایت شد. آنها همچنین بررسی کردند که آیا آسپرین خطر ابتلا به زوال عقل و بیماری آلزایمر را تغییر می‌دهد یا خیر. او همچنین بررسی کرد که آیا مکمل‌های روغن ماهی و ویتامین D باعث کاهش بیماری‌های قلبی عروقی در بیماران دیابتی می‌شوند یا خیر، اما دریافتند که هیچ تأثیری ندارند.
او سردبیر مجله آترواسکلروز است.

### جوایز و افتخارات
- ۲۰۱۹ نشان امپراتوری بریتانیا برای خدمات به تحقیقات پزشکی اعطا شد[۱۴]